# كلية باركلي للموسيقى
كلية بيركلي للموسيقى (بالإنجليزية: Berklee College of Music)‏ هي كلية موسيقى تقع في مدينة بوسطن بولاية ماساتشوستس الأميركية وهي أكبر كلية مستقلة للموسيقى الحديثة في العالم. هي معروفة بتدريس الجاز والموسيقى الأميركية الحديثة، وتقدم دورات على مستوى الجامعة في مجموعة واسعة من الأساليب المعاصرة والتاريخية، بما فيها الروك والفلامنكو والهيبهوب والراگاي والصلصة وبلوگراس. منذ 2012، أدارت كلية باركلي للموسيقى حرمًا جامعيًا في مدينة بلنسية الإسبانية.